# グナエウス・ドミティウス・アヘノバルブス (紀元前122年の執政官)
グナエウス・ドミティウス・アヘノバルブス（ラテン語: Gnaeus Domitius Ahenobarbus、 ？ - 紀元前104年頃）は、共和政ローマの政務官。紀元前122年に執政官を務めた。ドミティア街道を建設したことで知られる。

## 経歴
紀元前129年から、レガトゥスとして執政官マニウス・アクィッリウスの下でアッタロス朝の内乱鎮圧に従軍する。紀元前126年に帰国したアクィッリウスは凱旋式を挙行したが、アヘノバルブスは恐らく翌紀元前125年にプラエトルに就任したと考えられている。
紀元前122年、執政官に選出される。同僚はガイウス・ファンニウスであった。アヘノバルブスは前年のプロコンスル、ガイウス・セクスティウス・カルウィヌスを引き継ぎガリア人に対処した。アッロプロゲス族がアリエス族のトウトモトゥルス王を支援し、親ローマ派のハエドゥイ族の地を荒らし回ったため、軍事的報復を行い、ウィンダリウム（現ベダリッド付近）での戦いに勝利した。
翌年もプロコンスルとして、執政官クィントゥス・ファビウス・マクシムス・アッロブロギクスと共にアッロプロゲスやアルウェルニ族、ルテニ族と戦い、これに勝利。紀元前120年に帰国した彼らは盛大な凱旋式を挙行している。またガリアにドミティア街道を敷設し、属州化した。
紀元前115年にはルキウス・カエキリウス・メテッルス・ディアデマトゥスとともにケンソルに選出され、32名の元老院議員を除名する。その中には前年の執政官ガイウス・リキニウス・ゲタやガイウス・マリウスのスポンサーであるカッシウス・スバコも含まれていた。そして一部の歌手などを除いてエンターテイナーを街から追放し、マルクス・アエミリウス・スカウルスをプリンケプス・セナトゥスに指名した。
いつからかは不明だが神祇官にも就任しており、紀元前104年頃に死去したとき、息子が継ぐことはできなかった。

## 家族
2人の息子がおり、グナエウスは紀元前96年、ルキウスは紀元前94年にそれぞれ執政官を務めた。